# 第96回アカデミー賞
第96回アカデミー賞は、映画芸術科学アカデミー（AMPAS）が主催する賞であり、2023年の映画を対象とし、2024年3月10日にカリフォルニア州ロサンゼルス市ハリウッドのドルビー・シアターで授賞式が行われた。コメディ俳優のジミー・キンメルが第89回、第90回、第95回に続き4度目の授賞式司会を務めた。この回からダイバーシティとインクルージョンを向上させるためのルールが導入された。
ノミネートは2024年1月23日に発表され、『オッペンハイマー』が最多の13部門、『哀れなるものたち』が11部門、『キラーズ・オブ・ザ・フラワームーン』が10部門とつづいた。
『オッペンハイマー』は作品賞、監督賞、主演男優賞、助演男優賞を含む最多7部門を受賞し、その他、『哀れなるものたち』が主演女優賞を含む4部門、『関心領域』が国際長編映画賞を含む2部門を受賞した。また、日本からは『君たちはどう生きるか』が長編アニメーション映画賞、『ゴジラ-1.0』が視覚効果賞をそれぞれ受賞した。

## 日程
| 日付          | イベント                    |
| ------------- | --------------------------- |
| 2024年1月23日 | 候補発表                    |
| 2024年2月12日 | ノミニーズ・ランチョン      |
| 2024年2月22日 | 最終投票開始                |
| 2024年2月12日 | アカデミー科学技術賞 授賞式 |
| 2024年2月27日 | 最終投票終了                |
| 2024年3月10日 | 第96回アカデミー賞授賞式    |

## 受賞とノミネート
第96回アカデミー賞のノミネートは2024年1月23日5時30分PST（13時30分UTC、22時30分JST）にサミュエル・ゴールドウィン・シアターにてザジー・ビーツとジャック・クエイドが発表した。
社会現象となった「バーベンハイマー」は合計で21部門（『バービー』は8部門（うち2部門は歌曲賞のダブルノミネート）、『オッペンハイマー』は13部門。そのうち、2作ともにノミネートされたのは6部門）にノミネートし、8部門（『バービー』が歌曲賞、『オッペンハイマー』が7部門）受賞した。
作品賞では、史上初めて女性監督による作品が同時に3つノミネートされた（ジュスティーヌ・トリエ監督の『落下の解剖学』、グレタ・ガーウィグ監督の『バービー』、セリーヌ・ソン監督の『パスト ライブス/再会』）。女性監督による作品が作品賞にノミネートされるのは5年連続のことである。また、史上初めて外国語作品が同時に2つ作品賞にノミネートされた（フランス語の『落下の解剖学』とドイツ語の『関心領域』）。
演技部門ではLGBTQ+のキャラクターを演じた俳優が7人（アネット・ベニング、スターリング・K・ブラウン、ブラッドリー・クーパー、コールマン・ドミンゴ、ジョディ・フォスター、ザンドラ・ヒュラー、エマ・ストーン）ノミネートされ、過去最多の数を記録した。7人のうち、ドミンゴとフォスターは自身がLGBTQ+であることを公言しており、またリリー・グラッドストーンはノンバイナリー、あるいはトゥー・スピリットの考えを持っているといわれる。
『マエストロ: その音楽と愛と』の製作に携わったスティーヴン・スピルバーグは自身の保持している作品賞の歴代最多ノミネート数の記録を13回に更新した。また、『アリー/ スター誕生』に続いて同作で脚本、監督、主演を務めたクーパーは自身の監督作で2度以上の主演男優賞へのノミネートを果たした4人目の男優となった。
『キラーズ・オブ・ザ・フラワームーン』で主演女優賞にノミネートされたグラッドストーンはアカデミー賞にノミネートされた初のネイティブ・アメリカンの女優となった。同作で監督賞にノミネートされたマーティン・スコセッシはスピルバーグが保持していた9回の記録を抜いて、現在存命の人物では歴代最多の監督賞ノミネート数である10回を記録した。また、スコセッシは歴代最高齢となる81歳での監督賞ノミネートを果たした。同作で助演男優賞にノミネートされたロバート・デ・ニーロは、アカデミー賞への初ノミネートから直近のノミネートまでの期間が歴代で最長の49年を記録した。同作で編集賞にノミネートされたセルマ・スクーンメイカーは同部門の歴代最多ノミネート数である9回を記録した。
『哀れなるものたち』で制作、主演を務めたストーンは『ノマドランド』のフランシス・マクドーマンドに続いて、同じ作品で作品賞と主演女優賞にノミネートされた2人目の女優となった。
『カラーパープル』で助演女優賞にノミネートされたダニエル・ブルックスは1985年の映画版に出演したオプラ・ウィンフリーに続き、同作でソフィア・ジョンソン役を演じてノミネートされた2人目の女優となった。
今回、エミリー・ブラント、ブルックス、ブラウン、ドミンゴ、アメリカ・フェレーラ、グラッドストーン、ヒュラー、キリアン・マーフィー、ダヴァイン・ジョイ・ランドルフ、ジェフリー・ライトらは初の演技部門、ジョナサン・グレイザーとトリエは初の監督賞と脚本部門へのノミネートを果たした。グレイザーは作品賞、脚色賞、国際長編映画賞の3部門にノミネートされた初のイギリス人となり、トリエは監督賞にノミネートされた8人目の女性となった。
サミー・バーチ、アルチュール・アラリ、デヴィッド・ヘミングソン、コード・ジェファーソン、アレックス・メチャニク、ソンらは初の脚本部門へのノミネートを果たした。ソンは脚本賞にノミネートされた初のアジア人女性となった。
作品賞には『バービー』でマーゴット・ロビーとトム・アカーリーが、『オッペンハイマー』でクリストファー・ノーランとエマ・トーマスが、脚色賞には『バービー』でグレタ・ガーウィグとノア・バームバックが、脚本賞には『落下の解剖学』でトリエとアラリが、『メイ・ディセンバー ゆれる真実』でバーチとメチャニクが、短編アニメ映画賞には『Ninety-Five Senses』でジャレッド・ヘスとジェルーシャ・ヘスがそれぞれ夫婦でノミネートされた。
『インディ・ジョーンズと運命のダイヤル』で作曲賞にノミネートされたジョン・ウィリアムズは自身の保持している、アカデミー賞における歴代最高齢でのノミネートの記録を91歳に、現在存命の人物では歴代最多のノミネート数の記録を54回に更新した。
録音賞と視覚効果賞にノミネートされた『ミッション:インポッシブル/デッドレコニング PART ONE』と視覚効果賞にノミネートされた『ゴジラ-1.0』はそれぞれ「ミッション:インポッシブル」シリーズと「ゴジラ」シリーズで初めてアカデミー賞にノミネートされた作品となり、『ゴジラ-1.0』は受賞を果たした。また、『ゴジラ-1.0』は日本映画として初の視覚効果賞のノミネート・受賞となった。日本映画・アジア映画が受賞した実績はないほか、山崎貴は監督として『2001年宇宙の旅』のスタンリー・キューブリック以来となる視覚効果賞を受賞する歴史上二人目の快挙となった 。また、『ゴジラ-1.0』以外の全4作品は製作にジョージ・ルーカスが立ち上げたインダストリアル・ライト&マジック（ILM）が関わっているため、ILMが関与していない同作品が受賞するかでも注目された。
ノミネートの発表後、『バービー』のグレタ・ガーウィグとマーゴット・ロビーがそれぞれ監督賞と主演女優賞にノミネートされなかったことで、多くの批評家やジャーナリストから批判の声が上がり、同作のストーリーと比較する意見も挙がった。同作で助演男優賞と自身が歌った楽曲「I'm Just Ken」が歌曲賞にノミネートされたライアン・ゴズリングは「ケンはバービーなしでは存在せず、『バービー』はグレタ・ガーウィグとマーゴット・ロビーなしでは存在しません。二人は、新たな歴史を作り、世界的に愛されたこの映画の責任者なのです」「二人の非凡な才能と根性がなければ、この映画の誰も評価されることはかなわなかったでしょう。二人がそれぞれの部門でノミネートされなかったことは、『がっかりしている』という言葉でも控えめといえるでしょう」という声明を発表した。
『君たちはどう生きるか』の宮崎駿監督は長編アニメ賞を2度受賞した初のアジア人監督であり、83歳で長編アニメ賞を受賞した最高齢の監督となった。
『バービー』で歌曲賞を受賞したビリー・アイリッシュとフィニアス・オコネルは第94回以来の受賞となり、史上最年少（それぞれ22歳と26歳）で2度のオスカー受賞者となった。
『キラーズ・オブ・ザ・フラワームーン』は10部門にノミネートされながらも無冠に終わり、『ギャング・オブ・ニューヨーク』、『アイリッシュマン』につづき、スコセッシにとっては10部門にノミネートされながら無冠で終わった3作目の作品となった。
受賞者は各項目最上段に太字でダブルダガー () 付きのものである。

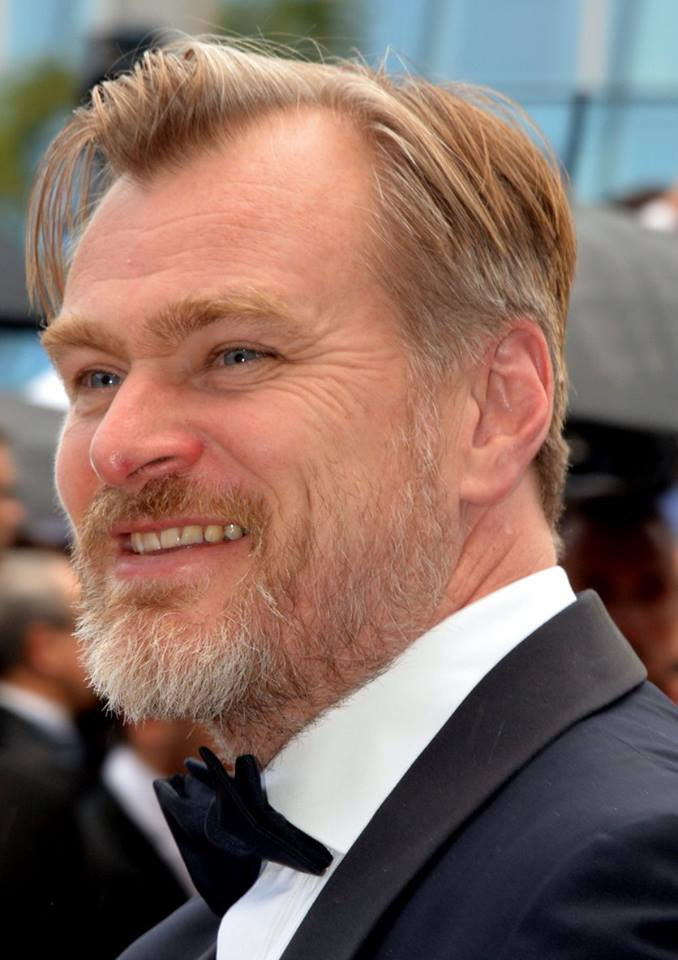
クリストファー・ノーラン
作品賞・監督賞 受賞者

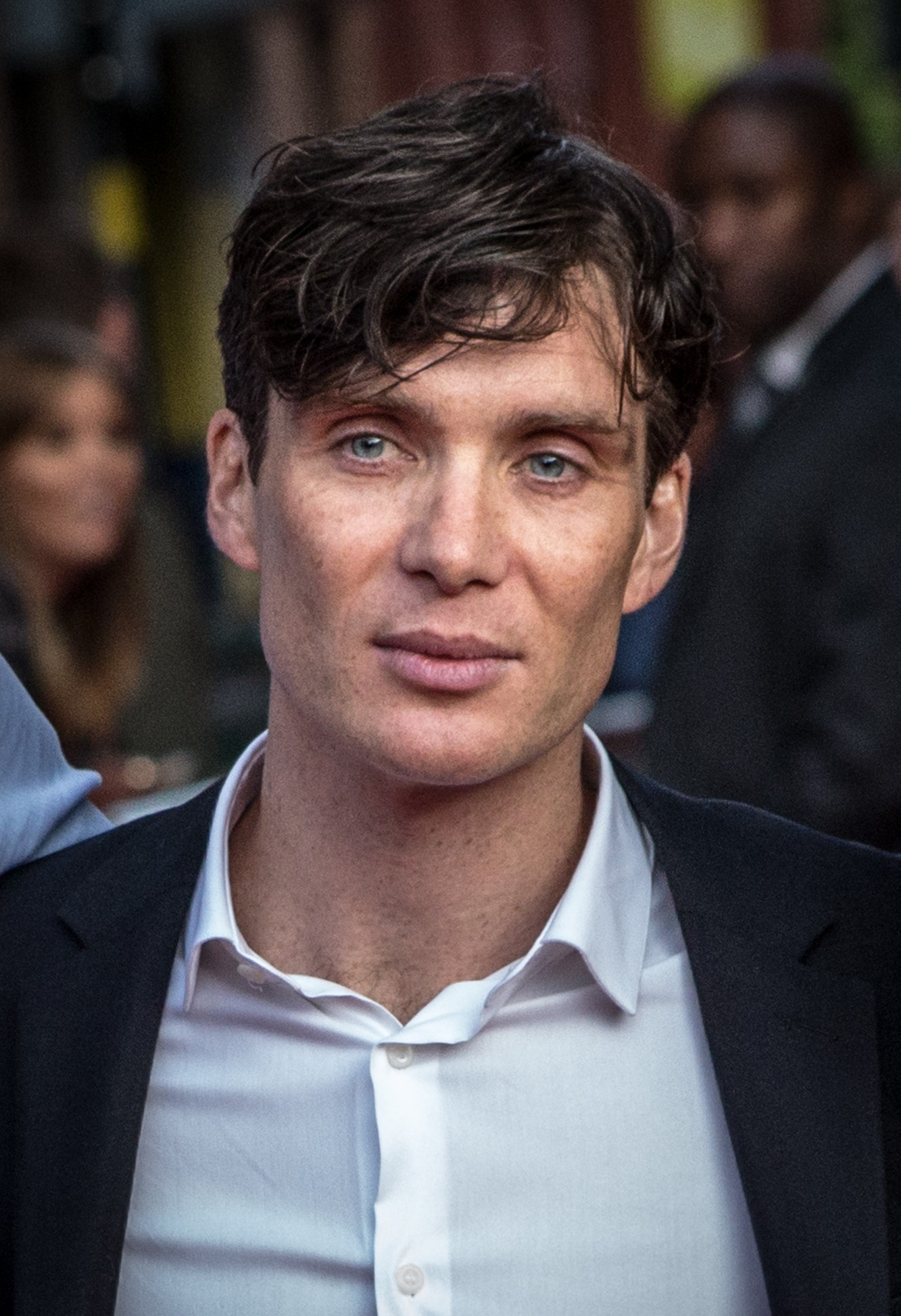
キリアン・マーフィー
主演男優賞受賞者

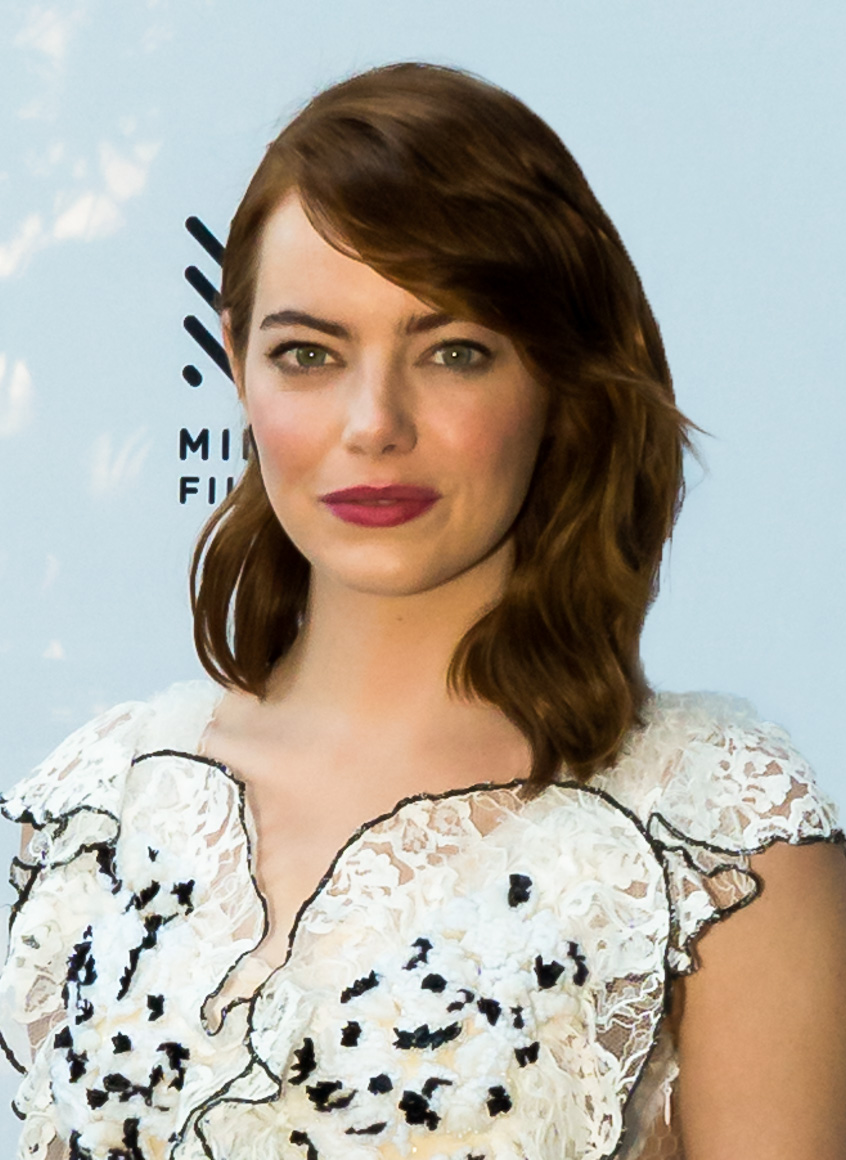
エマ・ストーン
主演女優賞受賞者

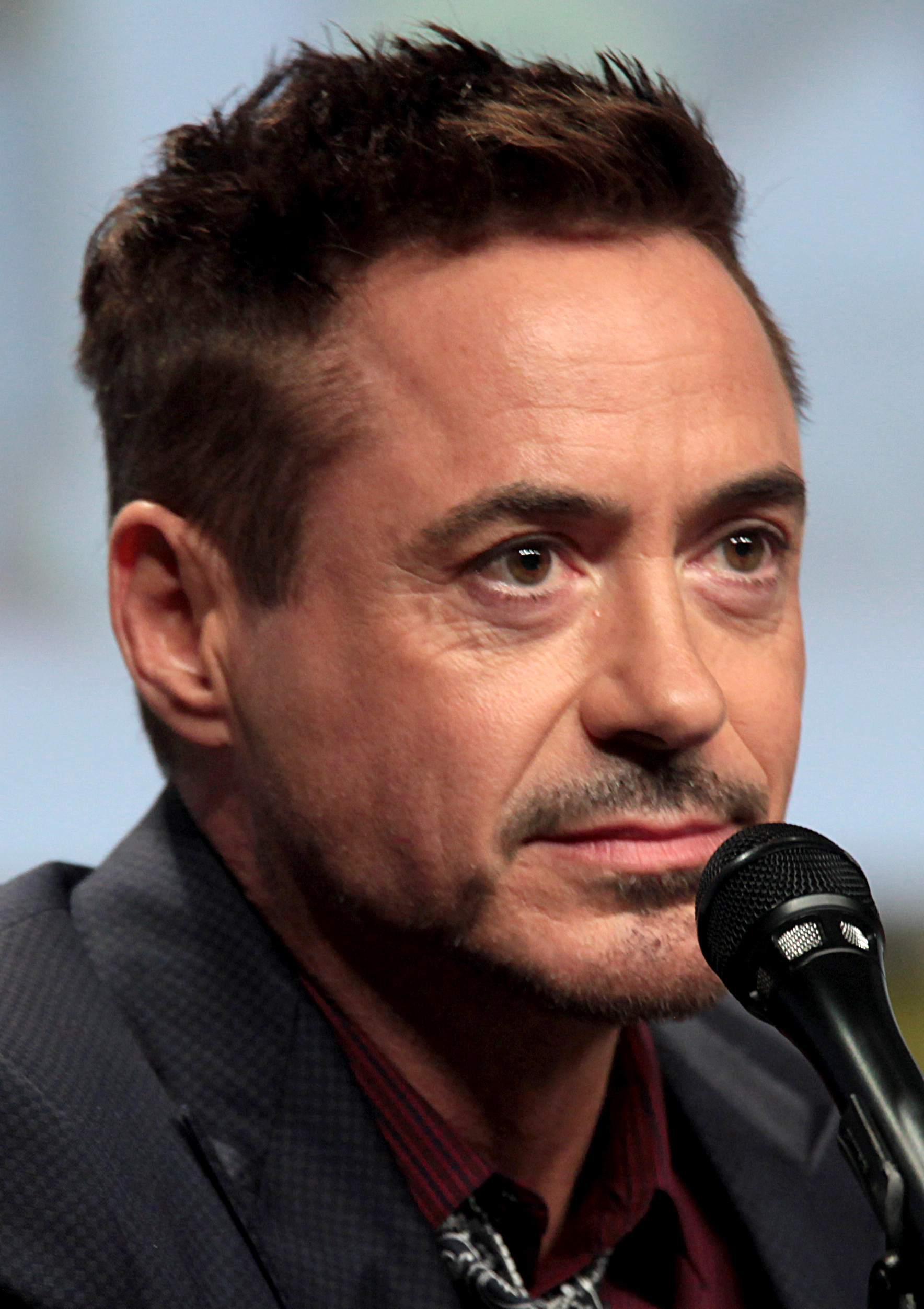
ロバート・ダウニー・Jr.
助演男優賞受賞者

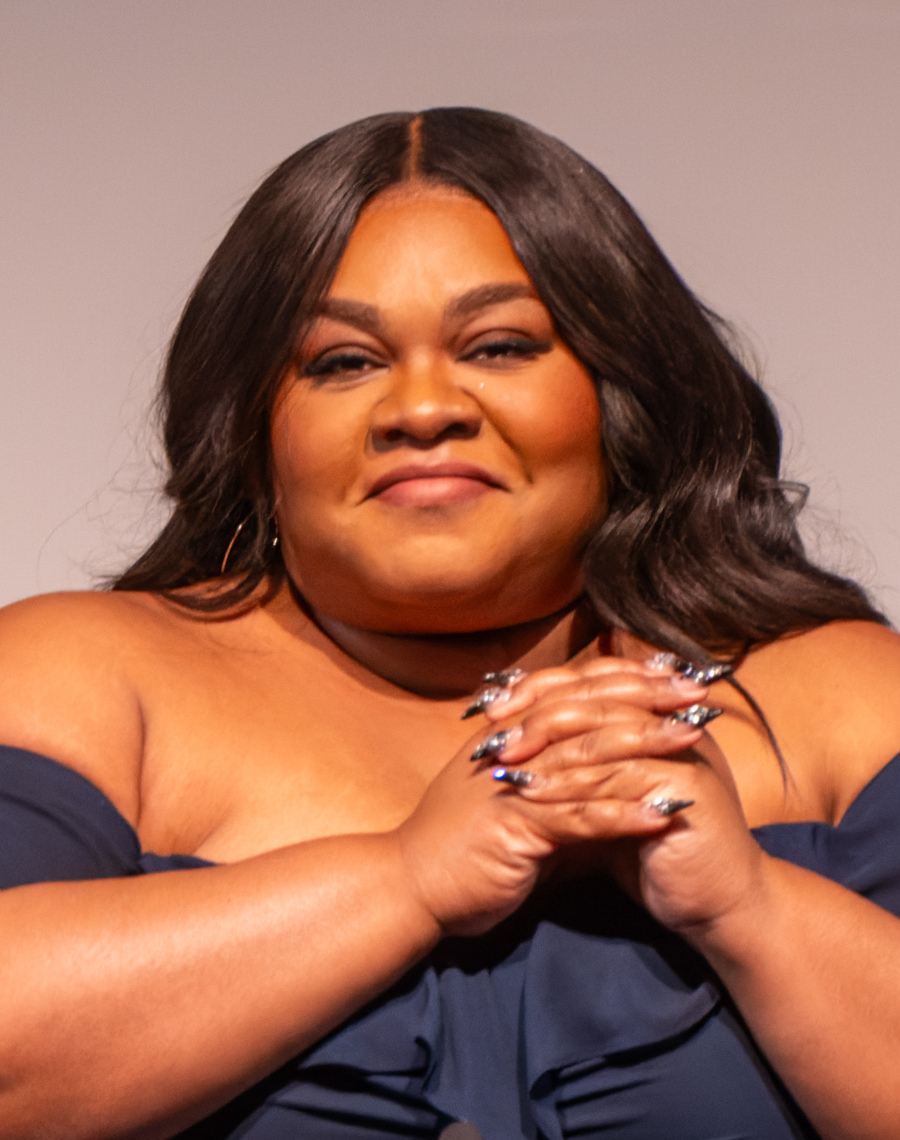
ダヴァイン・ジョイ・ランドルフ
助演女優賞受賞者

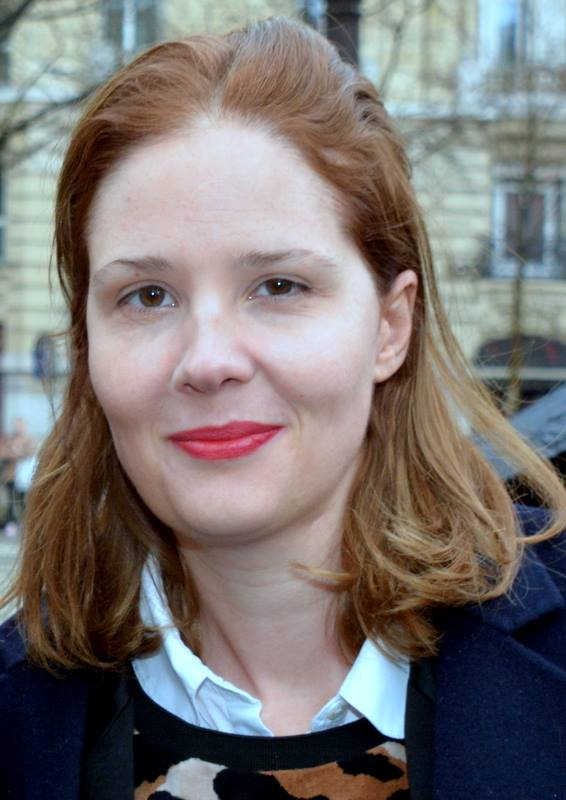
ジュスティーヌ・トリエ
脚本賞受賞者

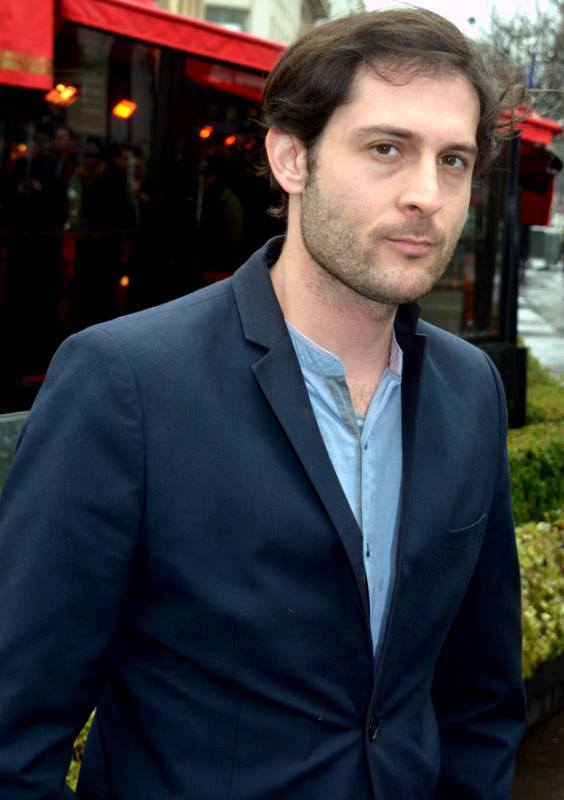
アルチュール・アラリ
脚本賞受賞者

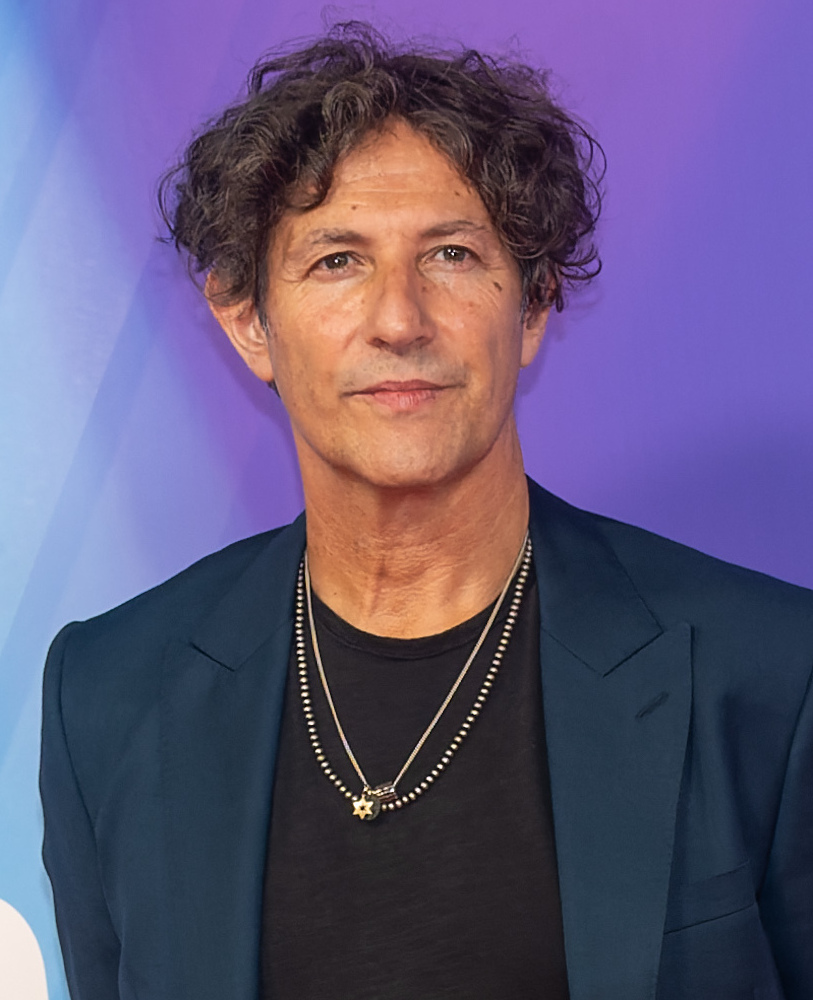
ジョナサン・グレイザー
国際長編映画賞受賞者

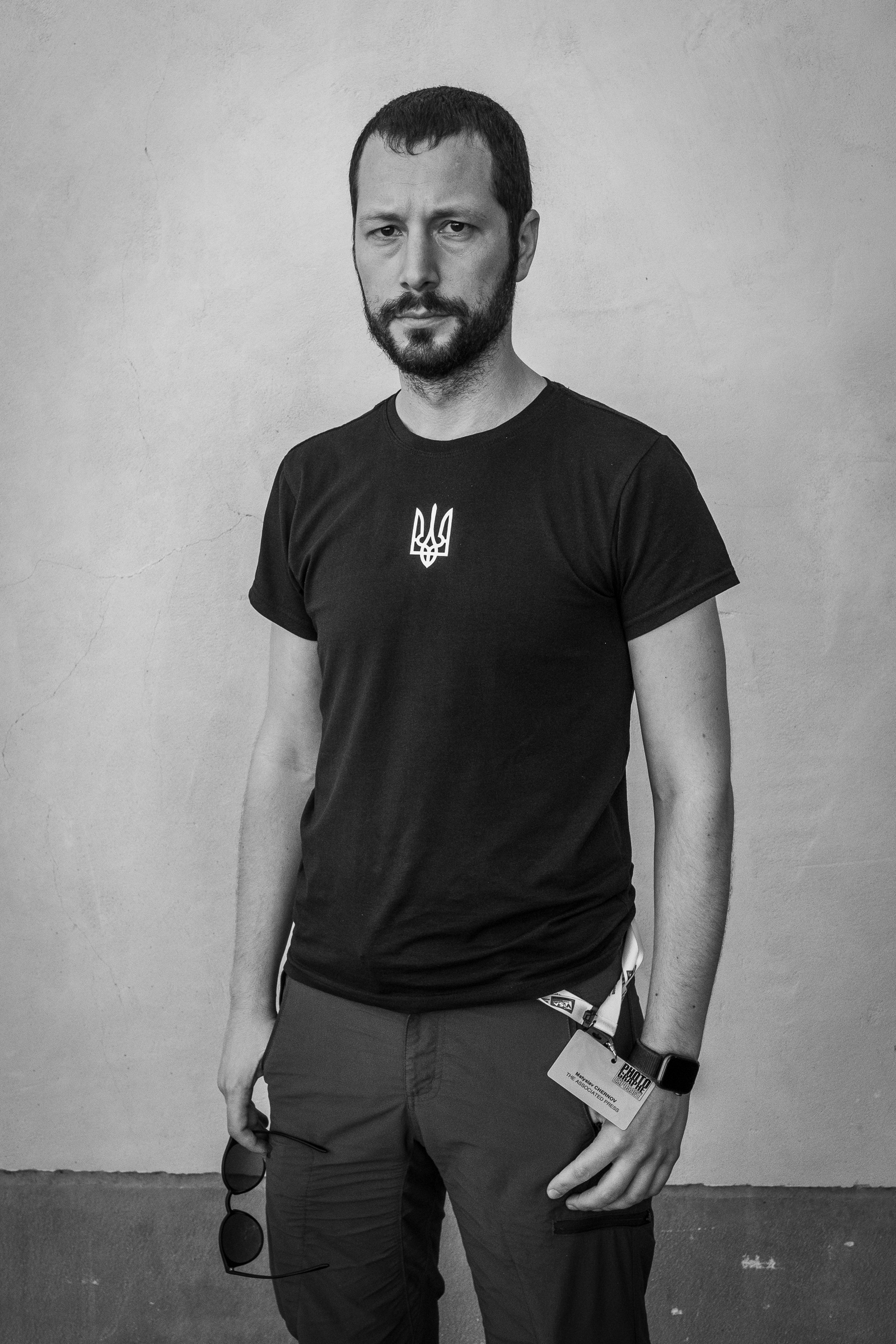
ムスチスラフ・チェルノフ
長編ドキュメンタリー映画賞受賞者

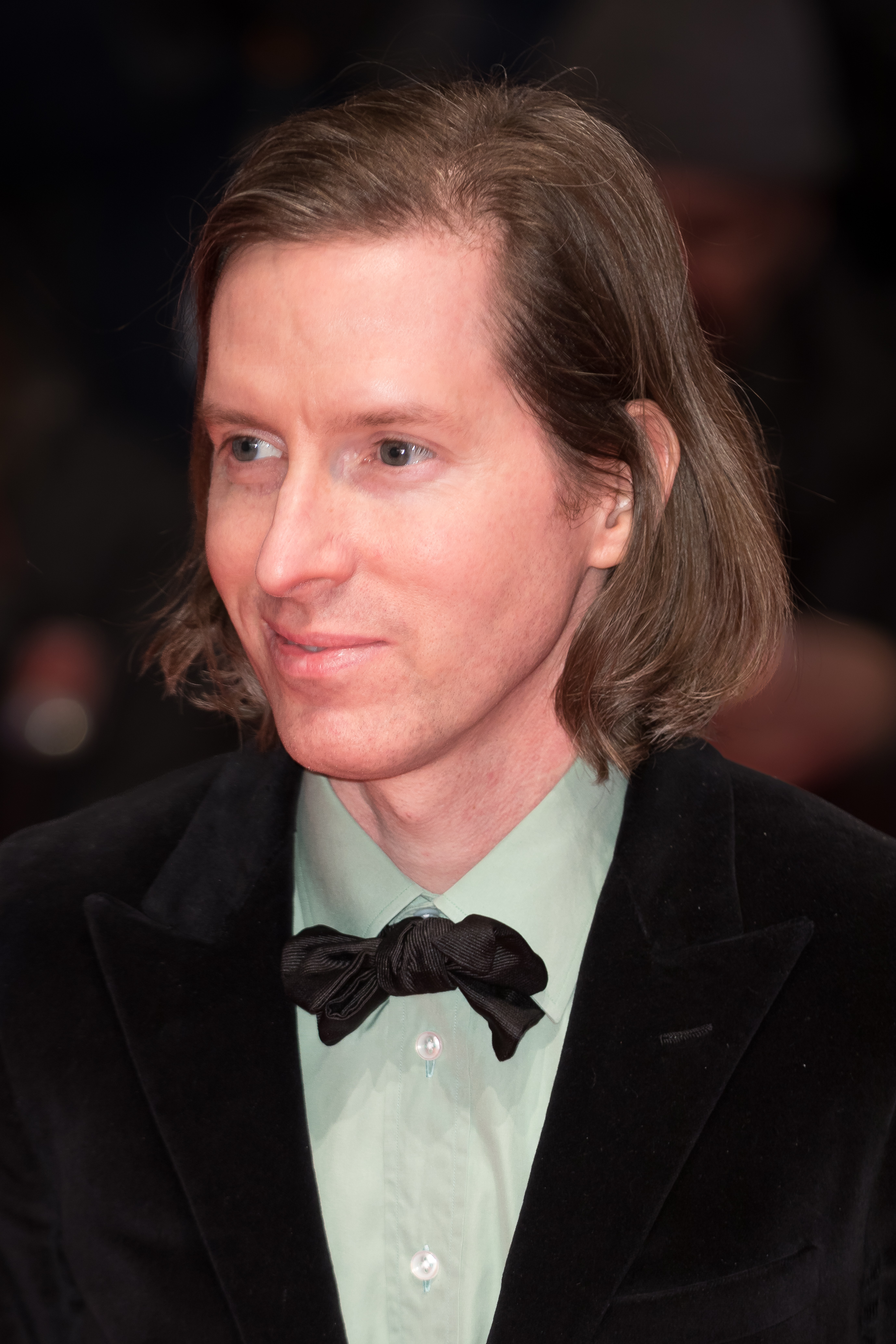
ウェス・アンダーソン
短編映画賞受賞者

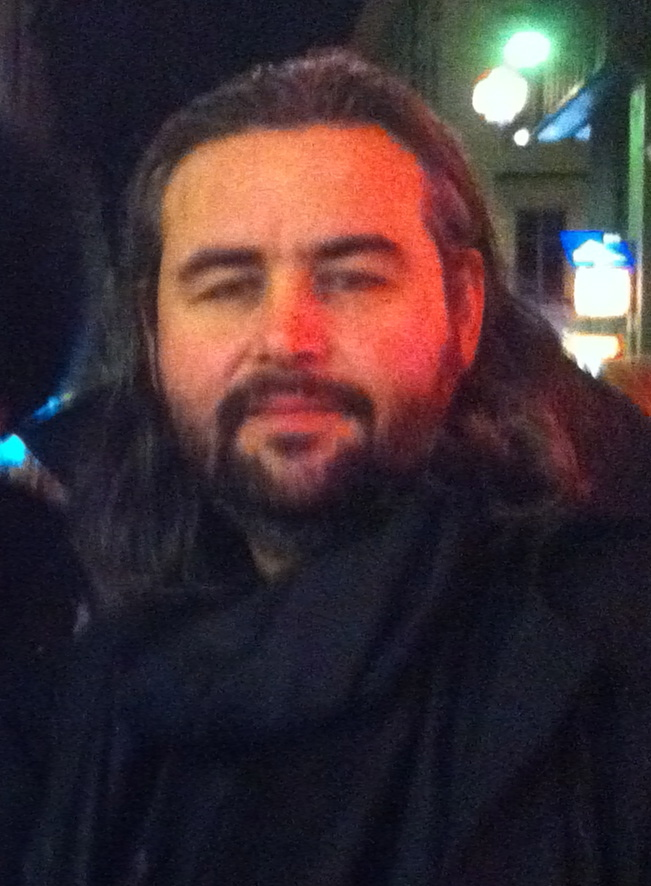
ホイテ・ヴァン・ホイテマ
撮影賞受賞者

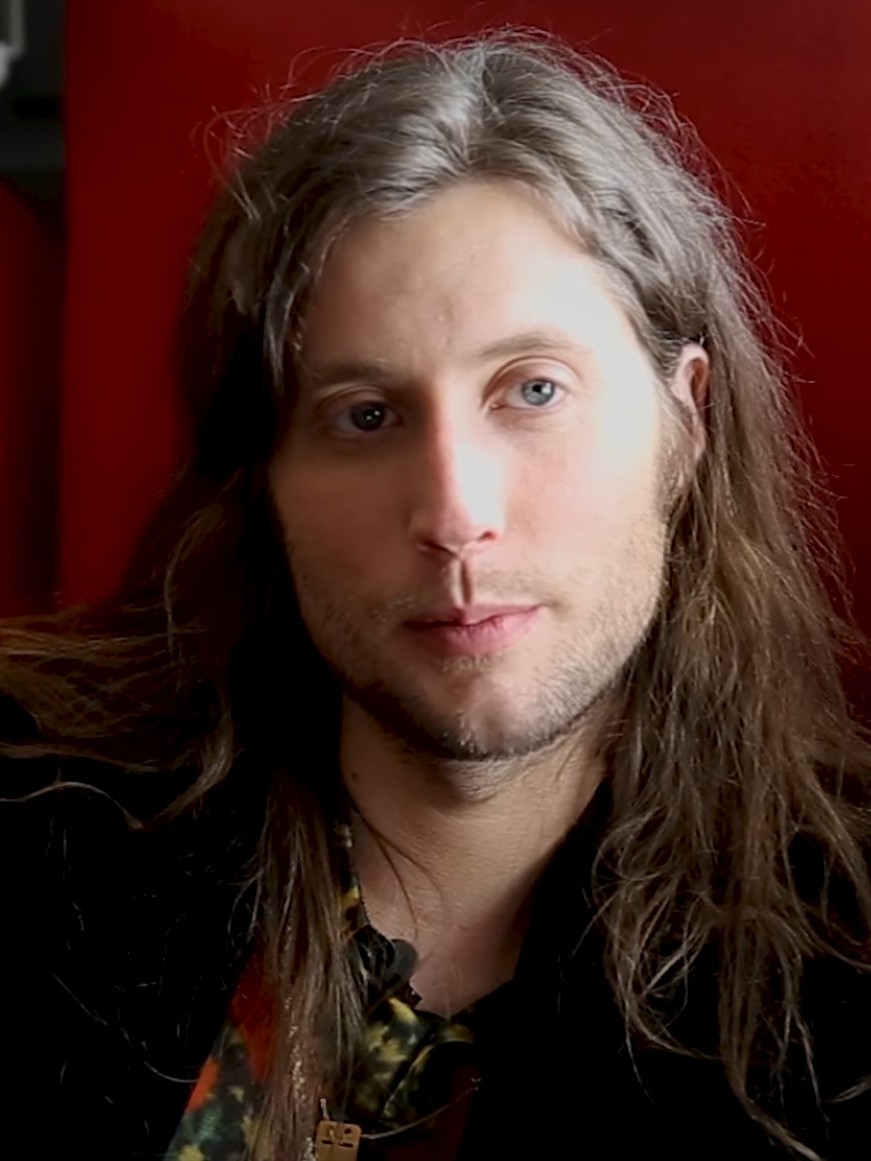
ルドウィグ・ゴランソン
作曲賞受賞者

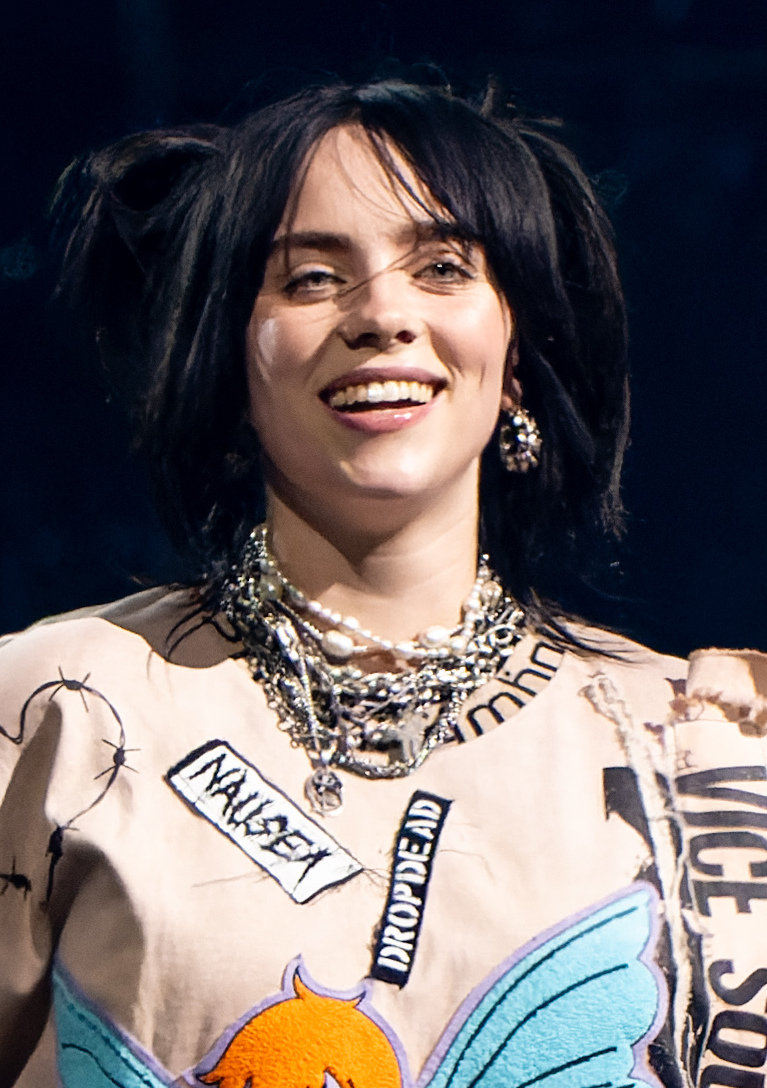
ビリー・アイリッシュ
歌曲賞受賞者

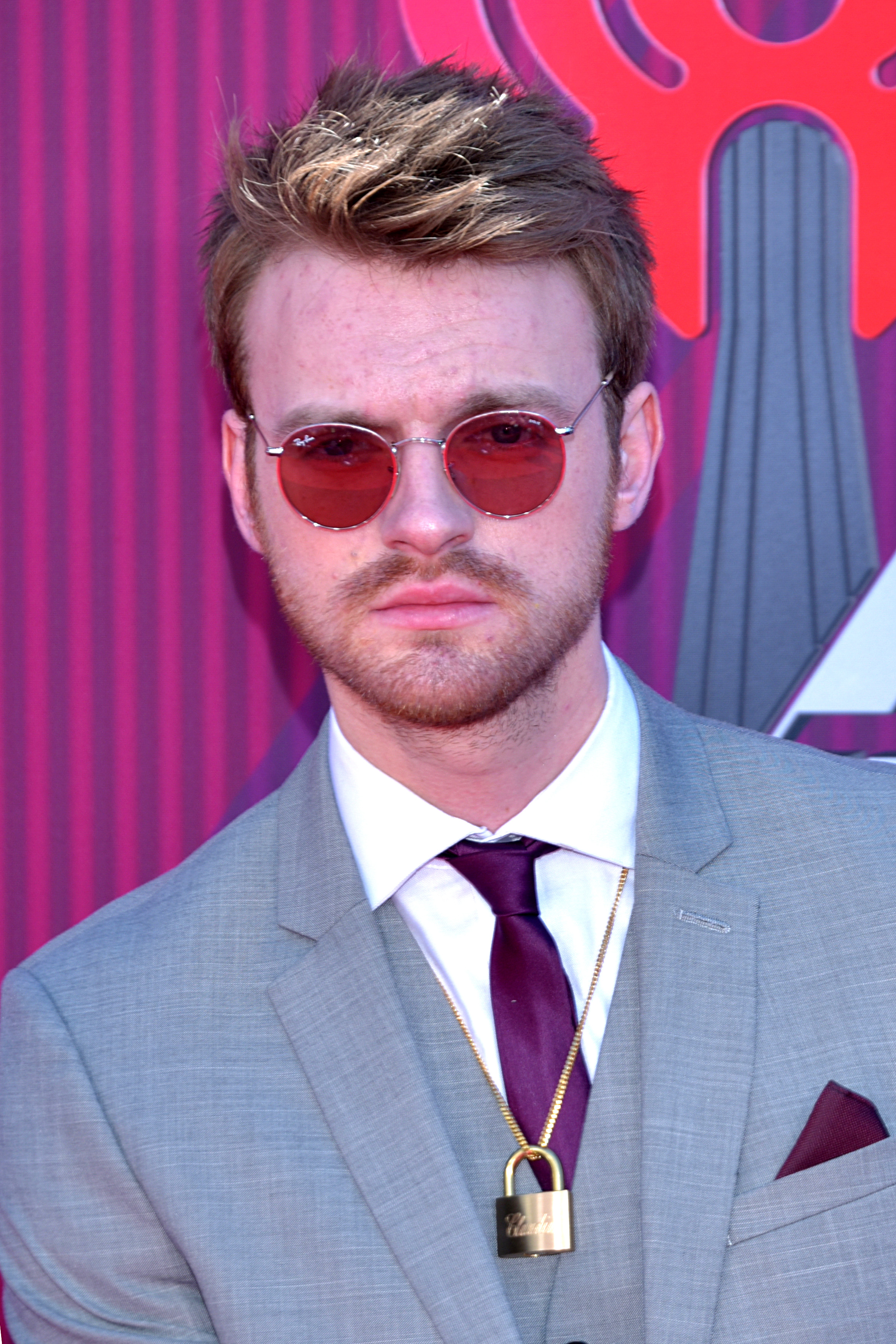
フィニアス・オコネル
歌曲賞受賞者

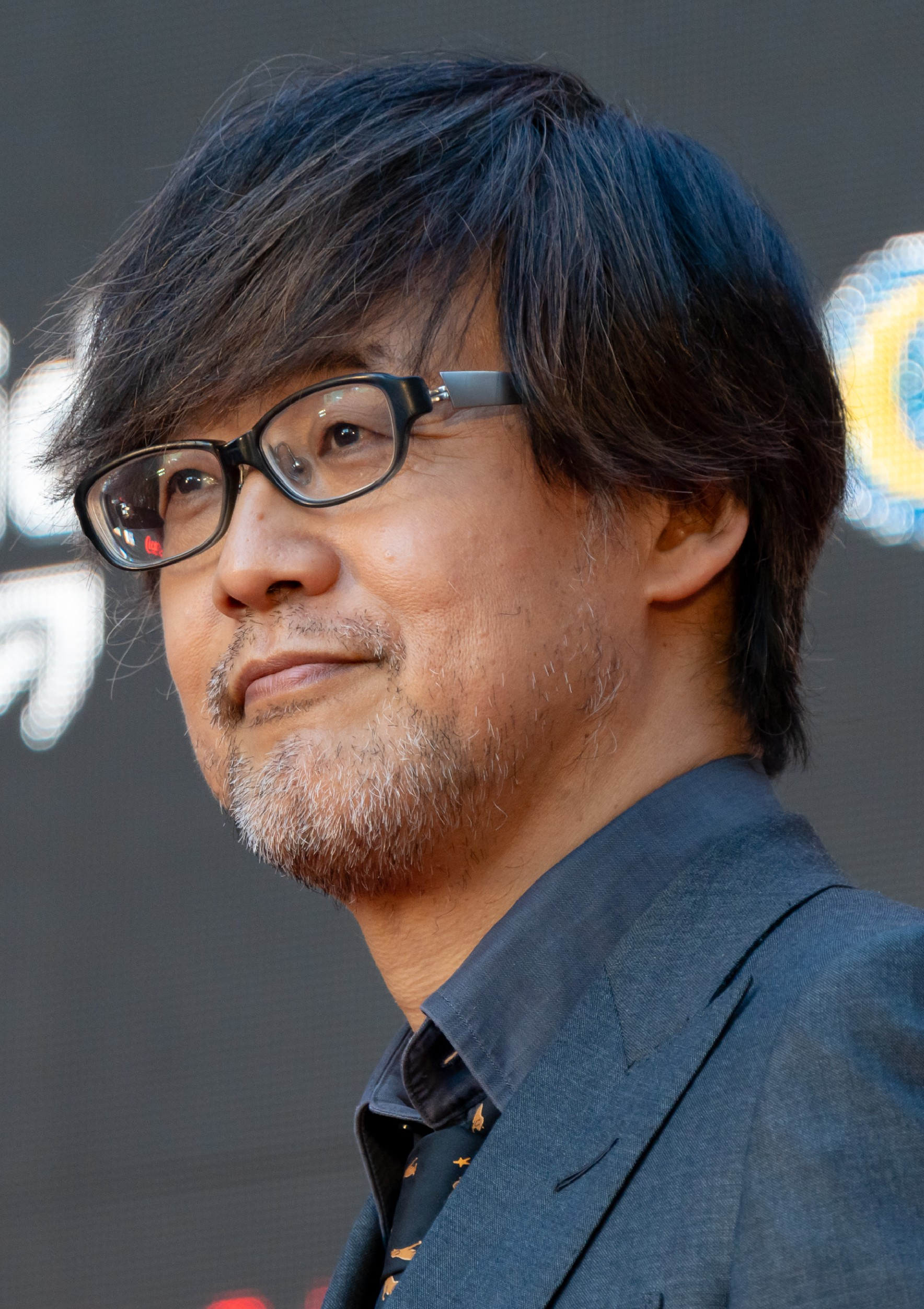
山崎貴
視覚効果賞受賞者

| 作品賞 - 『オッペンハイマー』 - エマ・トーマス、チャールズ・ローヴェン、クリストファー・ノーラン - 『アメリカン・フィクション』 - ベン・ルクレール、ニコス・カラミジオス、コード・ジェファーソン、ジャーメイン・ジョンソン - 『落下の解剖学』 - マリー＝アンジュ・ルシアーニ、デヴィッド・ティオン - 『バービー』 - デヴィッド・ハイマン、マーゴット・ロビー、トム・アカーリー、ロビー・ブレナー - 『ホールドオーバーズ 置いてけぼりのホリディ』 - マーク・ジョンソン - 『キラーズ・オブ・ザ・フラワームーン』 - ダン・フリードキン、ブラッドリー・トーマス、マーティン・スコセッシ、ダニエル・ルピ - 『マエストロ: その音楽と愛と』 - ブラッドリー・クーパー、スティーヴン・スピルバーグ、フレッド・ベルナー、エイミー・ダーニング、クリスティ・マコスコ・クリーガー - 『パスト ライブス/再会』 - デヴィッド・イノホサ、クリスティーン・ヴェイコン、パメラ・コフラー - 『哀れなるものたち』 - エド・ギニー、アンドリュー・ロウ、ヨルゴス・ランティモス、エマ・ストーン - 『関心領域』 - ジェームス・ウィルソン | 監督賞 - クリストファー・ノーラン - 『オッペンハイマー』 - ジュスティーヌ・トリエ - 『落下の解剖学』 - マーティン・スコセッシ - 『キラーズ・オブ・ザ・フラワームーン』 - ヨルゴス・ランティモス - 『哀れなるものたち』 - ジョナサン・グレイザー - 『関心領域』 |
| 主演男優賞 - キリアン・マーフィー - 『オッペンハイマー』 : ロバート・オッペンハイマー役 - ブラッドリー・クーパー - 『マエストロ: その音楽と愛と』 : レナード・バーンスタイン役 - コールマン・ドミンゴ - 『ラスティン: ワシントンの「あの日」を作った男』 : バイヤード・ラスティン役 - ポール・ジアマッティ - 『ホールドオーバーズ 置いてけぼりのホリディ』 : ポール・ハナム役 - ジェフリー・ライト - 『アメリカン・フィクション』 : セロニアス・"モンク"・エリソン役 | 主演女優賞 - エマ・ストーン - 『哀れなるものたち』 : ベラ・バクスター/ヴィクトリア・ブレッシングトン役 - アネット・ベニング - 『ナイアド 〜その決意は海を越える〜』 : ダイアナ・ナイアド役 - リリー・グラッドストーン - 『キラーズ・オブ・ザ・フラワームーン』 : モリー・バークハート役 - ザンドラ・ヒュラー - 『落下の解剖学』 : サンドラ・ヴォイター役 - キャリー・マリガン - 『マエストロ: その音楽と愛と』 : フェリシア・モンテアレグレ役 |
| 助演男優賞 - ロバート・ダウニー・Jr. - 『オッペンハイマー』 : ルイス・ストローズ役 - スターリング・K・ブラウン - 『アメリカン・フィクション』 : クリフォード・"クリフ"・エリソン役 - ロバート・デ・ニーロ - 『キラーズ・オブ・ザ・フラワームーン』 : ウィリアム・キング・ヘイル役 - ライアン・ゴズリング - 『バービー』 : ケン役 - マーク・ラファロ - 『哀れなるものたち』 : ダンカン・ウェダバーン役 | 助演女優賞 - ダヴァイン・ジョイ・ランドルフ - 『ホールドオーバーズ 置いてけぼりのホリディ』 : メアリー・ラム役 - エミリー・ブラント - 『オッペンハイマー』 : キャサリン・"キティ"・オッペンハイマー役 - ダニエル・ブルックス - 『カラーパープル』 : ソフィア・ジョンソン役 - アメリカ・フェレーラ - 『バービー』 : グロリア役 - ジョディ・フォスター - 『ナイアド 〜その決意は海を越える〜』 : ボニー・ストール役 |
| 脚本賞 - 『落下の解剖学』 - ジュスティーヌ・トリエ、アルチュール・アラリ - 『ホールドオーバーズ 置いてけぼりのホリディ』 - デヴィッド・ヘミングソン - 『マエストロ: その音楽と愛と』 - ブラッドリー・クーパー、ジョシュ・シンガー - 『メイ・ディセンバー ゆれる真実』 - 脚本: サミー・バーチ、原案: サミー・バーチ、アレックス・メチャニク - 『パスト ライブス/再会』 - セリーヌ・ソン | 脚色賞 - 『アメリカン・フィクション』 - コード・ジェファーソン : パーシヴァル・エヴェレットの小説『イレイジャー』より - 『バービー』 - グレタ・ガーウィグ、ノア・バームバック : ルース・ハンドラーのキャラクター『バービー』より - 『オッペンハイマー』 - クリストファー・ノーラン : カイ・バード、マーティン・シャーウィンの伝記『オッペンハイマー 「原爆の父」と呼ばれた男の栄光と悲劇』より - 『哀れなるものたち』 - トニー・マクナマラ : アラスター・グレイの小説『哀れなるものたち』より - 『関心領域』 - ジョナサン・グレイザー : マーティン・エイミスの小説『関心領域』より                                   |
| 長編アニメ映画賞 - 『君たちはどう生きるか』 - 宮崎駿、鈴木敏夫 - 『マイ・エレメント』 - ピーター・ソーン、デニス・リーム - 『ニモーナ』 - ニック・ブルーノ、トロイ・クイーン、カレン・ライアン、ジュリー・ザッカリー - 『ロボット・ドリームズ』 - パブロ・ベルヘル、イボン・コルメンツァーナ、イグナシ・エスタペ、サンドラ・タピア・ディアス - 『スパイダーマン:アクロス・ザ・スパイダーバース』 - ケンプ・パワーズ、ジャスティン・K・トンプソン、フィル・ロード、クリストファー・ミラー、エイミー・パスカル | 国際長編映画賞 - 『関心領域』 ( イギリス)、ドイツ語、ポーランド語、イディッシュ語 - ジョナサン・グレイザー監督 - 『僕はキャプテン』 ( イタリア)、ウォロフ語、フランス語 - マッテオ・ガローネ監督 - 『PERFECT DAYS』 ( 日本)、日本語 - ヴィム・ヴェンダース監督 - 『雪山の絆』 ( スペイン)、スペイン語 - J・A・バヨナ監督 - 『ありふれた教室』 ( ドイツ)、ドイツ語、トルコ語、ポーランド語、英語 - イルカー・チャタク監督 |
| 長編ドキュメンタリー映画賞 - 『実録 マリウポリの20日間』 - ムスチスラフ・チェルノフ、ミッチェル・マイズナー、ラニー・アロンソン＝ラス - 『ボビ・ワイン:ゲットー・プレジデント』 - モージズ・ブワヨ、クリストファー・シャープ、ジョン・バツェック - 『The Eternal Memory』 - マイテ・アルベルディ - 『Four Daughters』 - カウテール・ベン・ハニア、ナディム・チェイクルーハ - 『虎を仕留めるために』 - ニシャ・パフージャ、コーネリア・プリンシペ、デヴィッド・オッペンハイム | 短編ドキュメンタリー映画賞 - 『ラスト・リペア・ショップ』 - ベン・プラウドフット、クリス・バワーズ - 『禁書のイロハ』 - シエラ・ネヴィンス、トリッシュ・アドレジック - 『The Barber of Little Rock』 - ジョン・ホフマン、クリスティン・ターナー - 『Island in Between』 - S・レオ・チェン、ジーン・ツィン - 『世界の人々:ふたりのおばあちゃん』 - シーン・ワング、サム・デイヴィス |
| 短編映画賞 - 『ヘンリー・シュガーのワンダフルな物語』 - ウェス・アンダーソン、スティーヴン・M・レイルズ - 『彼方に』 - ミサン・ハリマン、ニッキー・ベンサム - 『Invincible』 - ヴィンセント・ルネ＝ロルティ、サミュエル・キャロン - 『Knight of Fortune』 - ラッセ・リスケル・ノアー、クリスチャン・ノーリック - 『Red, White and Blue』 - ナズーリン・チョウドリー、サラ・マクファーレン | 短編アニメ映画賞 - 『War Is Over! Inspired by the Music of John & Yoko』 - デイブ・マリンズ、ブラッド・ブッカー - 『Letter to a Pig』 - タル・カンター、アミット・R・ギセルター - 『Ninety-Five Senses』 - ジャレッド・ヘス、ジェルーシャ・ヘス - 『Our Uniform』 - イェガネ・モガダム - 『Pachyderme』 - ステファニー・クレマン、マーク・リアス |
| 撮影賞 - 『オッペンハイマー』 - ホイテ・ヴァン・ホイテマ - 『伯爵』 - エドワード・ラックマン - 『キラーズ・オブ・ザ・フラワームーン』 - ロドリゴ・プリエト - 『マエストロ: その音楽と愛と』 - マシュー・リバティーク - 『哀れなるものたち』 - ロビー・ライアン | 編集賞 - 『オッペンハイマー』 - ジェニファー・レイム - 『落下の解剖学』 - ローレント・セネシャル - 『ホールドオーバーズ 置いてけぼりのホリディ』 - ケヴィン・テント - 『キラーズ・オブ・ザ・フラワームーン』 - セルマ・スクーンメイカー - 『哀れなるものたち』 - ヨルゴス・モヴロプサリディス |
| 衣装デザイン賞 - 『哀れなるものたち』 - ホリー・ワディントン - 『バービー』 - ジャクリーヌ・デュラン - 『キラーズ・オブ・ザ・フラワームーン』 - ジャクリーン・ウェスト - 『ナポレオン』 - ジャンティ・イェーツ、デイヴ・クロスマン - 『オッペンハイマー』 - エレン・マイロニック | 美術賞 - 『哀れなるものたち』 - プロダクション・デザイン: ジェームズ・プライス、ショーナ・ヒース、セット・デコレーション: ズィッサ・ミハレク - 『バービー』 - プロダクション・デザイン: サラ・グリーンウッド、セット・デコレーション: ケイティ・スペンサー - 『キラーズ・オブ・ザ・フラワームーン』 - プロダクション・デザイン: ジャック・フィスク、セット・デコレーション: アダム・ウィリス - 『ナポレオン』 - プロダクション・デザイン: アーサー・マックス、セット・デコレーション: エリ・グリフ - 『オッペンハイマー』 - プロダクション・デザイン: ルース・デ・ヨンク、セット・デコレーション: クレア・カウフマン |
| メイクアップ&ヘアスタイリング賞 - 『哀れなるものたち』 - ナディア・ステイシー、マーク・クーリエ、ジョシュ・ウェストン - 『Golda』 - カレン・ハートリー・トーマス、スージー・バタースビー、アシュラ・ケリー＝ブルー - 『マエストロ: その音楽と愛と』 - カズ・ヒロ、ケイ・ジョージウー、ロリ・マッコイ・ベル - 『オッペンハイマー』 - ルイサ・アベル - 『雪山の絆』 - アナ・ロペス＝プイグセルバー、デヴィッド・マルティ、ムンセ・リベー | 音響賞 - 『関心領域』 - ジョニー・バーン、ターン・ウィラーズ - 『ザ・クリエイター/創造者』 - イアン・フォイクト、エリック・エーダール、イーサン・ヴァン・ダー・リン、トム・オーザニッチ、ディーン・A・ズパンシク - 『マエストロ: その音楽と愛と』 - リチャード・キング、スティーヴン・A・モロー、トム・オーザニッチ、ジェイソン・ルーダー、ディーン・A・ズパンシク - 『ミッション:インポッシブル/デッドレコニング PART ONE』 - クリス・ムンロ、ジェームズ・H・マザー、クリス・バードン、マーク・テイラー - 『オッペンハイマー』 - ウィリー・D・バートン、リチャード・キング、ケヴィン・オコネル、ゲイリー・リッツオ  |
| 作曲賞 - 『オッペンハイマー』 - ルドウィグ・ゴランソン - 『アメリカン・フィクション』 - ローラ・カープマン - 『インディ・ジョーンズと運命のダイヤル』 - ジョン・ウィリアムズ - 『キラーズ・オブ・ザ・フラワームーン』 - ロビー・ロバートソン(没後ノミネート) - 『哀れなるものたち』 - イェルスキン・フェンドリックス | 歌曲賞 - 「What Was I Made For?」 - 『バービー』 - 作詞・作曲: ビリー・アイリッシュ、フィニアス・オコネル - 「The Fire Inside」 - 『フレーミングホット!チートス物語』 - 作詞・作曲: ダイアン・ウォーレン - 「I'm Just Ken」 - 『バービー』 - 作詞・作曲: マーク・ロンソン、アンドリュー・ワイアット - 「It Never Went Away」 - 『ジョン・バティステ: アメリカン・シンフォニー』 - 作詞・作曲: ジョン・バティステ、ダン・ウィルソン - 「Wahzhazhe (A Song for My People)」 - 『キラーズ・オブ・ザ・フラワームーン』 - 作詞・作曲: スコット・ジョージ                                                                  |
| 視覚効果賞 - 『ゴジラ-1.0』 - 山崎貴、渋谷紀世子、高橋正紀、野島達司 - 『ザ・クリエイター/創造者』 - ジェイ・クーパー、イアン・コムリー、アンドリュー・ロバーツ、ニール・コーボールド - 『ガーディアンズ・オブ・ギャラクシー:VOLUME 3』 - ステファン・セレッティ、アレクシス・ワジェスブロ、ガイ・ウィリアムズ、テオ・ビアレク - 『ミッション:インポッシブル/デッドレコニング PART ONE』 - アレックス・ワットケ、シモーネ・ココ、ジェフ・サザーランド、ニール・コーボールド - 『ナポレオン』 - チャーリー・ヘンリー、リュック＝エヴァン・マルタン＝フェヌイエ、シモーネ・ココ、ニール・コーボールド | |

### 複数の部門での受賞・ノミネート作品
| ノミネート数 | 作品                                                    |
| ------------ | ------------------------------------------------------- |
| 13           | 『オッペンハイマー』                                    |
| 11           | 『哀れなるものたち』                                    |
| 10           | 『キラーズ・オブ・ザ・フラワームーン』                  |
| 8            | 『バービー』                                            |
| 7            | 『マエストロ: その音楽と愛と』                          |
| 5            | 『アメリカン・フィクション』                            |
| 5            | 『落下の解剖学』                                        |
| 5            | 『ホールドオーバーズ 置いてけぼりのホリディ』           |
| 5            | 『関心領域』                                            |
| 3            | 『ナポレオン』                                          |
| 2            | 『ザ・クリエイター/創造者』                             |
| 2            | 『ミッション:インポッシブル/デッドレコニング PART ONE』 |
| 2            | 『ナイアド 〜その決意は海を越える〜』                   |
| 2            | 『パスト ライブス/再会』                                |
| 2            | 『雪山の絆』                                            |

| 受賞数 | 作品                 |
| ------ | -------------------- |
| 7      | 『オッペンハイマー』 |
| 4      | 『哀れなるものたち』 |
| 2      | 『関心領域』         |

### ダイバーシティのルール
第87回と第88回にノミネートされた演技部門の対象者が全員白人だったことが物議を醸し、識者から「白すぎるオスカー」と批判され、一部の俳優も授賞式の出席をボイコットしたことなどを受けて、今回より作品賞の多様性ルールが義務化された。2020年6月、アカデミーはイニシアチブ「Academy Aperture 2025」のもと、同部門で競うために映画が満たすべき「表現とインクルージョンの基準」を制定した。第94回と第95回(2021年と2022年に公開された作品)では映画製作者はデータとしてのみ「アカデミー・インクルージョン・スタンダード」という書類の提出を求められた。4つの一般的な基準(「スクリーンにおける描写、テーマとストーリー」、「製作チームとリーダーシップ」、「業界へのアクセスと雇用機会」、「マーケティング／パブリシティ」)があり、作品が作品賞にノミネートされるにはその基準のうち2つを満たす必要がある。
2020年にVoxのアリッサ・ウィルキンソンは基準について「より包括的な表現を促進する基準とより包括的な雇用を促進する基準と基本的に2つの大きなバケツに分かれている。」と説明した。 この基準は過小評価されている人種および民族、女性、LGBTQ+の人々、および認知障害または身体障害を持つ人々に雇用の機会を増やすことを目的としている。

### 作品賞ノミネート作品の興行成績
ノミネート発表時、作品賞にノミネートされた作品は北米の興行収入は合計で10億9,000万ドルを稼いだ。『バービー』はノミネート作品の中で最も高い6億3,600万ドル、『オッペンハイマー』は3億2,700万ドルを稼ぎ、バーベンハイマー現象を構成するこの2作品がノミネート前に作品賞にノミネートされた作品の累積興行収入の88％を占めていた。また、『オッペンハイマー』は『ロード・オブ・ザ・リング/王の帰還』につづく最も高い興行収入を記録した作品賞受賞作となり、全世界で10億ドル近くを稼いだ大ヒット作が作品賞を受賞するのは20年ぶりであった。なお、第85回アカデミー賞における『アルゴ』以来10年ぶりに国内興行収入が1億ドルを超えた作品となった。

## ガヴァナーズ賞
アカデミーは2023年6月26日、第14回ガヴァナーズ賞授賞式で授与される名誉賞などを発表した。なお、授賞式はWGAとSAG-AFTRAのダブルストライキの影響で2023年11月18日から2024年1月9日に延期された。
アカデミー名誉賞
- アンジェラ・バセット
- メル・ブルックス
- キャロル・リトルトン

ジーン・ハーショルト友愛賞
- ミシェル・サター（英語版）

## 授賞式
2023年10月17日、ラージ・カプールとケイティ・マランがエグゼクティブ・プロデューサー、ヘイミッシュ・ハミルトンがディレクターを務めることが発表された。マランはハミルトンの制作会社ドーン・アンド・ダステッドの重役である。11月15日、ジミー・キンメルが2年連続、4度目となる司会を務めることが発表され、彼の妻であるモリー・マクナーニーが授賞式のエグゼクティブ・プロデューサーとして復帰することが発表された。
プレショーは3年連続でヴァネッサ・ハジェンズが司会を務め、共同で新たにジュリアン・ハフが加わった。後述するスケジュールの変更により、プレショーは30分に短縮された。
プレゼンターは2024年2月26日から順次発表された。パフォーマーは2024年2月28日に発表されたが、ライアン・ゴズリングが『バービー』の「I'm Just Ken」を歌唱することはその2日前にVarietyによって報じられていた。プレゼンターの第一陣が発表された後、The Hollywood Reporterはアカデミーが第81回の授賞式で採用していた主要部門の複数名によるプレゼンター形式を復活させることを報じた。
授賞式ではジョン・ムレイニーが『フィールド・オブ・ドリームス』のあらすじを要約しながら音響賞をプレゼン、ジョン・シナはほとんど裸の状態で衣装デザイン賞のプレゼンを行い、衣装の重要性を語った。なお、シナの登場前に司会のキンメルは第46回の授賞式でのストリーキング事件から50周年であることに触れていた。
また、『落下の解剖学』に出演している犬のメッシも式典に出席し、観客席に自分の席を用意した。ハリウッド・レポーターによれば、ノミネート作品を持つ複数の会社がメッシがノミネーズ・ランチョンに出席し、映画の投票を有利に進めたことについて映画芸術科学アカデミーに苦情を申し立てたという。司会者のジミー・キンメルはメッシがつくり物の脚を使ってあたかも拍手をしているかのような演出をしている様子を収めたビデオを公開し、式典では現在進行中のマット・デイモンとキンメルの確執ネタの一環としてハリウッド・ウォーク・オブ・フェームのマット・デイモンの星にメッシが放尿するシーンも披露された。
なお、授賞式には長編アニメ映画賞を受賞した宮崎駿と鈴木敏夫、短編映画賞を受賞したウェス・アンダーソンは式典を欠席した。

### プレゼンターとパフォーマー
以下の人々がプレゼンターを行い、パフォーマンスを披露した。
| 名前 | 役割                                                                 |
| --- | -------------------------------------------------------------------- |
| デヴィッド・アラン・グリア                                                                                 | アナウンス担当                                                       |
| ジェイミー・リー・カーティス レジーナ・キング リタ・モレノ ルピタ・ニョンゴ メアリー・スティーンバージェン | 助演女優賞のプレゼンター                                             |
| クリス・ヘムズワース アニャ・テイラー＝ジョイ                                                              | 短編アニメ映画賞と長編アニメ映画賞のプレゼンター                     |
| メリッサ・マッカーシー オクタヴィア・スペンサー                                                            | 脚本賞と脚色賞のプレゼンター                                         |
| マイケル・キートン キャサリン・オハラ                                                                      | メイクアップ&ヘアスタイリング賞と美術賞のプレゼンター                |
| ジョン・シナ                                                                                               | 衣装デザイン賞のプレゼンター                                         |
| バッド・バニー ドウェイン・ジョンソン                                                                      | 国際長編映画賞のプレゼンター                                         |
| エミリー・ブラント ライアン・ゴズリング                                                                    | 映画史に残るスタントマンへのトリビュート企画のプレゼンター           |
| マハーシャラ・アリ キー・ホイ・クァン ティム・ロビンス サム・ロックウェル クリストフ・ヴァルツ             | 助演男優賞のプレゼンター                                             |
| ダニー・デヴィート アーノルド・シュワルツェネッガー                                                        | 視覚効果賞と編集賞のプレゼンター                                     |
| アメリカ・フェレーラ ケイト・マッキノン                                                                    | 短編ドキュメンタリー映画賞と長編ドキュメンタリー映画賞のプレゼンター |
| ゼンデイヤ                                                                                                 | 撮影賞のプレゼンター                                                 |
| イッサ・レイ ラミー・ユセフ                                                                                | 短編映画賞のプレゼンター                                             |
| ジョン・ムレイニー                                                                                         | 音響賞のプレゼンター                                                 |
| シンシア・エリヴォ アリアナ・グランデ                                                                      | 作曲賞と歌曲賞のプレゼンター                                         |
| ニコラス・ケイジ ブレンダン・フレイザー ベン・キングスレー マシュー・マコノヒー フォレスト・ウィテカー     | 主演男優賞のプレゼンター                                             |
| スティーヴン・スピルバーグ                                                                                 | 監督賞のプレゼンター                                                 |
| サリー・フィールド ジェシカ・ラング ジェニファー・ローレンス シャーリーズ・セロン ミシェル・ヨー           | 主演女優賞のプレゼンター                                             |
| アル・パチーノ                                                                                             | 作品賞のプレゼンター                                                 |

| 名前 | 役割         | 内容                                                                          |
| --- | ------------ | ----------------------------------------------------------------------------- |
| リッキー・マイナー | 音楽監督     | オーケストラ                                                                  |
| ビリー・アイリッシュ フィニアス・オコネル | パフォーマー | 「What Was I Made For?」 - 『バービー』                                       |
| スコット・ジョージ オセージ族のシンガーとダンサー | パフォーマー | 「Wahzhazhe (A Song for My People)」 - 『キラーズ・オブ・ザ・フラワームーン』 |
| ジョン・バティステ | パフォーマー | 「It Never Went Away」 - 『ジョン・バティステ: アメリカン・シンフォニー』     |
| ベッキー・G | パフォーマー | 「The Fire Inside」 - 『フレーミングホット!チートス物語』                     |
| ライアン・ゴズリング マーク・ロンソン シム・リウ スコット・エヴァンス チュティ・ガトゥ キングズリー・ベン＝アディル スラッシュ ウルフギャング・ヴァン・ヘイレン | パフォーマー | 「I'm Just Ken」 - 『バービー』                                               |
| アンドレア・ボチェッリ マッテオ・ボチェッリ | パフォーマー | イン・メモリアムにて「Time To Say Goodbye」の歌唱                             |

### イン・メモリアム
追悼企画「イン・メモリアム」では以下の人々が紹介された。
- アレクセイ・ナワリヌイ - 活動家
- マイケル・ガンボン - 俳優
- ノーマン・ジュイソン - 映画監督・プロデューサー
- ハリー・ベラフォンテ - 俳優・歌手・プロデューサー・活動家
- ダイアナ・ジョルジュッティ - 視覚効果プロデューサー
- アラン・アーキン - 俳優・映画監督
- ニティン・デサイ（英語版） - プロダクションデザイナー
- ボー・ゴールドマン - 脚本家
- ノーマン・レイノルズ - プロダクションデザイナー・映画監督
- ジュリアン・サンズ - 俳優
- マーク・グスタフソン（英語版） - 映画監督
- アンドレ・ブラウアー - 俳優
- チタ・リベラ（英語版） - 女優・ダンサー
- トム・ウィルキンソン - 俳優
- グリニス・ジョンズ - 女優
- ジェーン・バーキン - 女優・歌手
- ポール・ルーベンス - 俳優・コメディアン・脚本家
- パイパー・ローリー - 女優
- リチャード・ラウンドトゥリー - 俳優
- ライアン・オニール - 俳優
- シンシア・ワイル - 作詞家
- ビル・リー - 作曲家
- 坂本龍一 - 作曲家・ミュージシャン・俳優
- ロビー・ロバートソン - 作曲家・ミュージシャン・作詞家・俳優
- デウィット・セージ（ドイツ語版） - プロデューサー・映画監督・ドキュメンタリー作家
- マーガレット・ライリー（英語版） - マネージャー・プロデューサー
- ヘンガメ・パナヒ - セールスエージェント・プロデューサー
- マイケル・ラット - マーケティングコンサルタント・活動家
- ナンシー・ブイルスキー（英語版） - 映画監督・脚本家・プロデューサー
- スー・マルクス（英語版） - プロデューサー
- ピーター・バーコス（英語版） - 音響編集者
- オズワルド・デシデーリ（英語版） - セットデコレーター
- ジョアンナ・マーリン（英語版） - 女優・キャスティングディレクター
- エリック・ロミス - 流通担当重役
- グレン・ファー（英語版） - 編集者
- レオン・イチャソ（英語版） - 映画監督・脚本家
- ロバート・M・ヤング（英語版） - 映画監督・プロデューサー
- グレッグ・モリソン（英語版） - マーケティング担当重役
- ジェイク・ブルーム - エンターテイメント分野の弁護士
- マシュー・ペリー - 俳優
- ジョン・ベイリー - 撮影監督・映画芸術科学アカデミー元会長
- リチャード・ルイス（英語版） - 俳優・コメディアン
- エドワード・マークス - 衣装スーパーバイザー
- ジョン・ルフーア - 編集者
- ローレンス・ターマン（英語版） - プロデューサー
- イ・ソンギュン - 俳優
- アーサー・シュミット - 編集者
- ビル・バトラー - 撮影監督
- カール・ウェザース - 俳優
- ウィリアム・フリードキン - 映画監督・脚本家・プロデューサー
- グレンダ・ジャクソン - 女優・政治家
- ティナ・ターナー - 歌手・女優

企画の最後には劇場のメインスクリーンにケネス・アンガー、ノーマ・バーズマン、レア・ガルシア、ジェンヌ・カサロット、ジェイミー・クリストファー、テレンス・デイヴィス、カール・デイヴィス、アーリーン・ドノヴァン、ピーター・ワーナー、ダニエル・ゴールドバーグ、エリシャ・バーンバウム、ロス・マクドネル、ナンシー・グリーン＝キーズ、シェッキー・グリーン、マシュー・A・スウィーニー、ゲイリー・O・マーティン、ウィリアム・F・マシューズ、ジョン・ハムリン、モー・ヘンリー、バリー・ハンフリーズ、ロン・シーファス・ジョーンズ、ロバート・クレイン、ダニエル・ラングロワ、ノーマン・リア、マイケル・ラーナー、ランス・レディック、ジェス・サーチ、トム・スモザーズ、スザンヌ・ソマーズ、デヴィッド・マッカラム、コーマック・マッカーシー、エルンスト・ゴルトシュミット、ノーマン・スタインバーグ、フランシス・スターンハーゲン、レイ・スティーヴンソン、ドン・マレー、シネイド・オコナー、コンラッド・パルミサーノ、シリア・ファン・ダイク、スティーヴン・ワイズバーグ、フレデリック・フォレスト、ジョージ・マハリス、パオロ・タヴィアーニ、ケヴィン・トゥーレン、パクストン・ホワイトヘッド、トリート・ウィリアムズ、イアン・ウィングローブ、バート・ヤングの名前が映し出された。

## 騒動と批判

### 戦争の影響
式典は進行中のイスラエルとハマスの戦争によって、いくつかの点で影響を受けた。式典の開始は会場の外で行われた抗議デモによって劇場に通じる主要な交通路を封鎖して出席者の到着が遅れたため、予定されていた放送から6分遅れた。出席者のうち、カウテール・ベン・ハニア、フィニアス・オコネル、ビリー・アイリッシュ、マーク・ラファロ、エイヴァ・デュヴァーネイ、ラミー・ユセフ、クアナ・チェイズングホース、マハーシャラ・アリらがガザでの停戦を呼びかけるArtists4Ceasefireの一員として赤いバッジを着用した。
『関心領域』で国際長編映画賞を受賞したジョナサン・グレイザー監督は国際長編映画賞の受賞スピーチでイスラエルによるガザ攻撃の終結を訴え、大きな賞賛と批判を浴びた。グレイザーのスピーチの一文で彼と同僚のプロデューサーであるジェームス・ウィルソンは「ユダヤ人であることを否定し、ホロコーストが占領によって乗っ取られたことを否定する男としてここに立っている」と語ったが、ある情報源は引用の語尾を「ユダヤ人であることを否定する」の後に置き、グレイザーがユダヤ人であることを否定していると広く誤解され、引用ミスされた。多くの親イスラエル派の人々はこの発言を不承認とし、式典の数日後にはイーライ・ロスやエイミー・パスカル、ジェニファー・ジェイソン・リーら映画業界の1,000人以上のユダヤ系製作陣がグレイザーのスピーチを非難し、イスラエル政府の行動を擁護する公開書簡に署名した。また、脚本家のトニー・クシュナーや映画の舞台であり、その一部が撮影されたアウシュヴィッツ・ビルケナウ博物館の館長などはグレイザーの発言を擁護する見解を示した。
また、長編ドキュメンタリー映画賞を受賞した『実録 マリウポリの20日間』のムスチスラフ・チェルノフ監督は受賞スピーチにて「ウクライナ史上初のアカデミー賞だ」と述べたうえで「このステージに立つ監督として初めて、『この映画を作ることがなければと願う』と語る」と語り、作品の題材でもあり、未だつづくウクライナ侵攻について言及した。

### アジア人蔑視騒動
助演男優賞ではプレゼンターとして前年のアカデミー賞にて、『エブリシング・エブリウェア・オール・アット・ワンス』で受賞したキー・ホイ・クァンが登場。『オッペンハイマー』に出演したロバート・ダウニー・ジュニアが受賞し、ステージに上がったが、クァンと目を合わせることがないまま、クァンからオスカー像を受け取り、同じくプレゼンターとして登場していたティム・ロビンスと握手した。
また、主演女優賞においても、同じく前年のアカデミー賞にて、『エブリシング・エブリウェア・オール・アット・ワンス』で受賞したミシェル・ヨーがプレゼンターとして登場し、『哀れなるものたち』に出演したエマ・ストーンが受賞したが、ヨーからオスカー像をしっかりと受け取らず、最終的には同じくプレゼンターとして登場していたジェニファー・ローレンスからオスカー像を受け取る形になった。
このため、ダウニー・ジュニアやストーンの行動は「アジア人を差別しているのではないか」との批判が上がり、SNSで炎上した。これを受けて、ヨーは自身のInstagramにおいて、「私はあなた（ストーン）を困惑させちゃったけど、私はあなたの親友のジェニファーとあなたにオスカーを渡す素晴らしい瞬間を共有したかったです」とのコメントを述べる事態になった。

### 作品賞発表演出を巡っての騒動
作品賞ではプレゼンターとしてアル・パチーノが登場した。例年では同賞にノミネートされている作品の紹介をした上で受賞作品を発表することになっているが、今年はパチーノが登壇し、簡単なスピーチを述べた後、「私の目に映っているのは『オッペンハイマー』です」とノミネート作品の紹介をしないまま、突然受賞作品の発表を行った。このため、会場内での混乱を招き、パチーノの行為に賛否が集まる事態となった。
この件について、パチーノは声明を発表し、「この演出を行ったのはアカデミー賞制作者による意向であり、自身の意図ではない」とコメント。授賞式の演出を担当したモリー・マクネアニーもバラエティの取材に対して、既に各部門の受賞結果発表の合間に作品賞にノミネートされている作品が1作ずつ紹介されていたことから、授賞式の時間短縮を図る目的で「パチーノにノミネート作品を読み上げないよう指示した」と述べ、謝罪した。

## テレビ中継
ABCは例年午後5時から授賞式を放送開始していたが、中継終了時刻が午後11時（東海岸時間）を超えてしまうことが度々あったことから、この年は1時間繰り上げて午後4時（PDT、EDT午後7時）から放送。授賞式後は『アボット・エレメンタリー』を放送するためプレショーは30分に短縮した。
2024年3月11日、ニールセンは本中継の視聴者数を発表。複数の大ヒット作がノミネートしたことや前述の開始時間繰り上げが奏功し、視聴者数は前回から4%上昇し、1,950万人だった。
授賞式の中継番組について、2024年9月に行われた第76回プライムタイム・クリエイティブ・アート・エミー賞の授賞式において、バラエティ・スペシャル（生放送）部門を受賞した。アカデミー賞の授賞式中継がエミー賞を受賞するのは1991年に前身部門となるバラエティ・音楽・コメディ番組部門にて受賞して以来、33年ぶりのことだった。

## 反応
日本
3月11日、岸田文雄内閣総理大臣は、日本から2作品が受賞したことを祝するメッセージを発した。
また同日、盛山正仁文部科学大臣も談話を発表した。